# Akwa Group

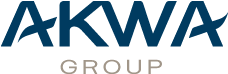
Logo do Akwa Group.

Akwa Group (antigo: Groupe Afriquia) é uma conglomerado energético marroquino, sediado em Casablanca, Marrocos.

## História
A companhia foi estabelecida em 1932 como Afriquia por Ahmed Ouldhadj Akhannouch.